# Шакуловське сільське поселення
Шаку́ловське сільське поселення (рос. Шакуловское сельское поселение) — муніципальне утворення у складі Канаського району Чувашії, Росія. Адміністративний центр — село Шакулово.

## Населення
Населення — 809 осіб (2019, 1082 у 2010, 1398 у 2002).

## Склад
До складу поселення входять такі населені пункти:
| Населений пункт           | Населення, осіб (2002) | Населення, осіб (2010) |
| ------------------------- | ---------------------- | ---------------------- |
| Аніш-Ахпердіно, присілок  | 590                    | 414                    |
| Старе Ахпердіно, присілок | 275                    | 251                    |
| Шакулово, село            | 533                    | 417                    |